# Evelio Rosero
Evelio Rosero Diago (Bogotà, 20 marzo 1958) è uno scrittore e giornalista colombiano.

## Biografia
Nato a Bogotà nel 1958, ha studiato Scienze della Comunicazione all'Universidad Externado de Colombia.
Ha esordito nel 1979, a 21 anni, con il racconto Ausentes ottenendo il Premio Nacional del Cuento Gobernación del Quindío mentre il suo primo romanzo, El eterno monólogo de Llo, è stato pubblicato nel 1981.
Autore di numerosi romanzi, racconti e letteratura young, tra i riconoscimenti ottenuti si ricorda il Premio Tusquets de Novela del 2006 e l'Independent Foreign Fiction Prize del 2009 entrambi vinti per il romanzo Eserciti.

## Opere

### Romanzi
- El eterno monólogo de Llo (1981)
- Mateo solo (1984)
- Juliana los mira (1987)
- El incendiado (1988)
- Papá es santo y sabio (1989)
- Señor que no conoce la luna (1992)
- Las muertes de fiesta (1995)
- Plutón (2000)
- Los almuerzos (2001)
- En el lejero (2003)
- Eserciti (Los ejércitos, 2006), Vicenza, Neri Pozza, 2007 traduzione di Roberta Bovaia ISBN 978-88-545-0215-4.
- La carroza de Bolívar (2012)
- Plegaria por un papa envenenado (2014)

### Letteratura per l'infanzia
- El trompetista sin zapatos y otros cuentos para poco antes de dormir (1990)
- Pelea en el parque (1991)
- El aprendiz de mago (1992)
- El capitán de las tres cabezas (1995)
- Para subir al cielo (1997)
- Ahí están pintados (1998)
- Las esquinas más largas (1998)
- Rasoio: romanzo in 7 assalti (Cuchilla, 2000), Firenze, La biblioteca, 2003 traduzione di Chiara Innocenti ISBN 88-86961-88-X.
- La duenda (2001)
- Teresita cantaba (2001)
- L'uomo che voleva scrivere una lettera (El hombre que quería escribir una carta, 2002), Milano, Salani, 2006 traduzione di Antonella Aversa ISBN 88-8451-591-2.
- La pulga fiel (2002)
- Juega el amor: una fábula (2002)
- La flor que camina (2005)
- Los escapados (2007)
- Las moneditas de oro (2010)
- La princesa calva (2011)

### Racconti
- Cuento para matar a un perro (y otros cuentos) (1989)
- 34 cuentos cortos y un gatopájaro (2013)

### Poesia
- Las lunas de Chía (2004)

## Alcuni riconoscimenti
- Premio Tusquets de Novela: 2006 per Eserciti
- Independent Foreign Fiction Prize: 2009 per Eserciti